# Барок у Пољској
Пољски барок је трајао од почетка 17. до средине 18. века. Као и код барокног стила у другим деловима Европе, пољски барок је нагласио богатство и победничку моћ савремених уметничких форми. За разлику од претходног, ренесансног стила који је тежио да прикаже лепоту и хармонију природе, барокни уметници су тежили стварању сопствене визије света. Резултат је био вишеструк, који су неки критичари сматрали великом и драматичном, али понекад и хаотичом и дисхармоничномм и наглашеном афектацијом и религиозном егзалтацијом, одражавајући тако бурна времена Европе 17. века.

## Барок и сарматизам
Пољски барок је био под утицајем сарматизма, културе пољског племства (шљахта). Сарматизам је постао под великим утицајем барокног стила и произвео је јединствену мешавину оријенталног (османског) и западног (француског, италијанског) стила. Ти оријентални утицаји потичу из велике границе коју дели Пољска са Отоманским царством и честих сукоба између две земље.
Једна сарматистичка мисао је хвалила идилично постојање села и либералну златну слободу племства, која је стајала против апсолутне моћи монархије. Сарматизам је наглашавао војну снагу која сеже у време када је Шљахта први пут изашла из витешког сталежа; и њене верске вредности, обе повезане са историјском мисијом пољског народа као бастиона католичког хришћанства. Сарматски племићи су се осећали супериорнијим чак и од племства других народа, које су сматрали неслободним и готово поробљеним од својих владара (према пољском уставу, краљ је био само „први међу једнакима“). Међутим, како је време напредовало, идеали сарматизма су се покварили. У доба просветитељства 18. века у Пољској, сарматизам се често сматрао заосталим и ултраконзервативним реликтом прошлости.
У материјалнијим областима, оријентални утицаји били су видљиви у племићкој одећи, оружју и украсима. Нова пољска ношња била је заснована на хаљини Османског царства, која се ширила од племства до градских становника, па чак и сељака. Пољски племић носио је дугу одећу налик на хаљину као што су żupan, delia, и kontusz, често подстављену скупом тканином; опремљена појасом (pas kontuszowy) и додатком чизмама до колена од меке коже. Арапски коњи су били уобичајени у пољској коњици. Током 17. века постало је популарно бријање главе на татарски начин. Симбол племићког сталежа било је оружје са закривљеним сечивом, szabla, укрштање сабље и симитара. Османски бодежи, корице, ћилими, шлемови, седла, климови, ћилими, таписерије и везови су такође били уобичајени: оно што није стечено трговином дошло је као плен из многих војних сукоба дуж јужне границе Комонвелта. Оваквим ратним трофејима било је украшено властелинство (каштел, dworek) пољског племића. Неки луксузни предмети били су од домаћих производа, често имитирајући оријентални стил; већина је увезена са Запада преко Данцига (Гдањск) или са истока. Показивање нечијег богатства било је важно, а изговора је било много: имендан, светац заштитника, као и венчања и сахране, обележавани су на екстравагантан начин. У том периоду појавила се посебна уметност портрета у ковчезима.

## Контрареформација
Католичка црква постала је један од главних покровитеља уметности; друга је била краљевска кућа, чије је покровитељство било највидљивије у новој престоници Варшави. Тамо је побожни католички краљ Сигисмунд III Васа кумовао многим барокним сакралним грађевинама. У својој првој фази, црквена барокна архитектура се првенствено повезивала са језуитским редом, који је стигао у Пољску 1564. године, као део контрареформације, тренда који ће током следећег века тријумфовати у Пољској. Језуити су оснивали цркве и школе у многим већим градовима, полако освајајући протестантске образовне центре у Торну (Торуњ), Данцигу и Елбингу (Елблаг) и Лешну (где се налазила Коменска школа Бомске браће). Коначна победа контрареформације у Пољској би на крају оживела и ојачала католички идентитет Пољске.
Монументални замак Кшизтопор (трајна рушевина), изграђен у стилу palazzo in fortezza између 1627. и 1644. године, имао је неколико дворишта окружених утврђењима. Такође, каснобарокна фасцинација културом и уметношћу Кине огледа се у кинеској палати краљице Масисијенке у Золочиву. Магнатске палате из 18. века представљају карактеристичан тип барокне приградске резиденције изграђене entre cour et jardin (између улазног двора и баште). Његова архитектура, спој европске уметности са старим традицијама градње Комонвелта, видљива је у палати Потоцки у Рађин Подласком, палати Рачински у Рогалину и палати Висниовјецки у Вишњивцу.
Током касног 17. века, најпознатији архитекта у Комонвелту био је Холанђанин Тилман ван Гамерен, који се са 28 година настанио у Пољској (Круна Комонвелта) и радио за краљицу Марију Казимир и краља Јована III Собејског. Тилман је иза себе оставио доживотно наслеђе зграда које се сматрају драгуљима пољске барокне архитектуре, међу којима су, између осталог, палата Острошки, палата Отвоцк, палата Браницки, црква Светог Казимира и црква Свете Ане.
Значајан стил барокне архитектуре појавио се у 18. веку радом Јохана Кристофа Глаубица, који је добио задатак да обнови главни град Великог Војводства Литваније, Вилњус. Стил је стога назван Вилниански барок, а Стари Вилњус је назван „Градом барока“. Најзначајније грађевине Глаубица у Виљнусу су црква Свете Катарине започета 1743. године, Црква Вазнесења започета 1750. године, Црква Светог Јована, манастирска капија и торњеви цркве Св. Тројице. Међу његовим најбољим делима помиње се величанствена и динамична барокна фасада некадашње готичке цркве Светог Јована. Глаубиц је реконструисао многе црквене ентеријере, укључујући и ону Велике синагоге у Вилни, као и градску већницу изграђену 1769. Најбољи пример виленског барока на другим местима је катедрала Свете Софије у Полоцку, која је реконструисана између 1738. и 1765. године.

## Архитектура
Прва барокна грађевина у Пољско-Литванској Заједници била је црква Corpus Christi саграђена између 1586. и 1593. године у Њасвижу (после 1945. Њасвиж у Белорусији). Црква се такође одликује као прва куполаста базилика са барокном фасадом у Комонвелту и источној Европи.
У наредним годинама раног 17. века, барокна архитектура се проширила на Комонвелт. Важне барокне цркве изграђене током ове ране фазе стила укључивале су цркву Светих Петра и Павла у Кракову, капелу Васу у Вавелској катедрали (која је била барокни еквивалент суседној Сигисмундовој капели изграђеној годинама раније у ренесансном стилу) и визитационистичку цркву у Кракову. Већина ових раних барокних цркава следила је образац дизајна који је поставила црква Ђакома Бароција да Вињоле у Риму. Друге важне барокне цркве и капеле подигнуте средином 17. века биле су капела Светог Казимира у катедрали у Виљнусу, Црква Светог Петра и Павла и Црква Светог Казимира у Виљнусу, манастир Пажаислис у Каунасу, Доминиканска црква и црква Светог Ђорђа у Лвову (данашњи Лавов, Украјина). Примери из касног 17. века укључују језуитску цркву у Познању, катедралу Светог Фрање Ксаверског у Гродну, краљевску капелу у Гдањску (која укључује еклектичан архитектонски стил заснован на мешавини пољске и холандске грађевинске традиције), и Светиште Марије у Мазурији (саграђена у тиролском барокном стилу). Значајни примери стамбене барокне архитектуре из овог временског периода су дворац Ујаздов, палата Виланов и палата Красински у Варшави.
Ране пољске барокне грађевине често су пројектовали страни (најчешће италијански) архитекти. Прва барокна грађевина у Пољско-Литванској Заједници била је Црква Христовог тела у Њасвижу (сада у Белорусији). Прва барокна грађевина у данашњој Пољској била је црква Светог Петра и Павла у Кракову аутора Ђованија Батисте Тревана. Јеврејска популација у овом периоду била је велика и просперитетна, а многе згодне пољске јеврејске синагоге изграђене су у барокном стилу. Неколико ових зграда је преживело, укључујући синагогу Влодава.
Расла је и секуларна барокна архитектура. Краљевски варшавски замак су реконструисали између 1596. и 1619. године италијански архитекти Ђакомо Ротондо, Матео Кастели и Јан Тревано.  Изван замка, стуб са статуом краља Зигмунта, коју је извајао Клементе Моли и излио Данијел Тим, подигао је његов син Владислав IV Васа 1644. Парк Ујаздовски са новом палатом, палатом Ујаздов, саградио је Тревано између 1619. и 1625. Ујаздовска палата је убрзо била у сенци Вилановске палате, коју је подигао краљ Јован IIII Собјески између 1677. и 1696. Стил тих нових краљевских вила убрзо су опонашали бројни магнати који нису желели да заостају за временом, што је довело до бројних барокних резиденција које су настале широм пољских села, као што су Крушина (1630, подигнута за војводу Каспера Доенхофа ), Лањцут (1629—1641, обновљен за Станислава Лубомирског), Виснич (1616—1621, такође за Станислава Лубомирског), Ујазд (Krzyżtopór саграђен 1628—1644 за Кшиштофа Осолинског).

## Истакнути примери
- Цркве
- Црква Светих Петра и Павла у Кракову
- Визитационистичка црква у Варшави
- Базилика Блажене Дјевице Марије у Свјетој Липки
- Климонтов
- Краљева капела Тилмана ван Гамерена у Гдањску
- Манастир ораторија Филипа Нерија у Глоговкову
- Црква Светог Казимира у Варшави
- Посета базилици Богородице, Вамбјежице

- Палате
- Варшава
- Бјалисток
- Рогалин
- Варшава
- Варшава
- Циазен
- Њеборов
- Варшава

- Дворци
- Варшава
- Жешов
- Ридзина
- Лањцут

- Станови
- Варшава
- Торуњ
- Вроцлав
- Гдањск

- Ентеријери
- Abbatia abbey у Лубиаз
- Универзитет Леополдина у Вроцлаву
- Краљевски замак у Варшави
- Палата у Њеборову

- Црквени ентеријери
- Лежајск
- Лублин
- Познањ
- Краков

- Judaica
- Влодава
- Шчебжешин
- Тикоћин
- Łањцут